# Peter Eriksson (friidrottare)
Peter Eriksson, född 21 november 1964, är en svensk före detta friidrottare (sprinter och häcklöpare). Han tävlade för IFK Helsingborg, KA 2 IF och (åter) IFK Helsingborg. Han utsågs 1990 till Stor grabb nummer 388 i friidrott.

## Personliga rekord
- 100 m: 10,53 s (Eskilstuna, 26 juli 1985)[10]
- 200 m: 21,34 s (Borås 30 juli 1989)[11]
- 400 m: 47,74 s (Stockholms Stadion 19 augusti 1989)[12]
- 110 m häck: 13,94 s (Bryssel, Belgien 6 augusti 1989)[13]
- 400 m häck: 49,54 s (Bryssel, Belgien 5 augusti 1989)[14]

### Fotnoter
1. ↑  Wiger 2006, s. 37.
2. 1 2  Wiger 2006, s. 41.
3. 1 2 3 4 5 6  Wiger 2006, s. 95.
4. ↑  Wiger 2006, s. 98.
5. ↑  Wiger 2006, s. 99.
6. ↑  Wiger 2006, s. 153.
7. 1 2  Wiger 2006, s. 160.
8. 1 2  Stora grabbars märke Läst 2015-06-24
9. ↑  friidrott.se:s Stora Grabbar-sida Arkiverad 31 mars 2016 hämtat från the Wayback Machine. Läst 2015-06-24
10. ↑  Holmberg 2009, s. 16.
11. ↑  Holmberg 2009, s. 50.
12. ↑  Holmberg 2009, s. 78.
13. ↑  Holmberg 2009, s. 166.
14. ↑  Holmberg 2009, s. 186.